# Seregno Foot-Ball Club 1972-1973
Questa voce raccoglie le informazioni riguardanti il Seregno Foot-Ball Club nelle competizioni ufficiali della stagione 1972-1973.

## Rosa
| N. |                   | Ruolo | Calciatore            |
| -- | ----------------- | ----- | --------------------- |
|    | Italia (bandiera) | C     | Gian Angelo Arienti   |
|    | Italia (bandiera) | A     | Walter Arienti        |
|    | Italia (bandiera) | P     | Giancarlo Battistini  |
|    | Italia (bandiera) | C     | Luigi Cappelletti     |
|    | Italia (bandiera) | D     | Pasquale Corbetta     |
|    | Italia (bandiera) | D     | Giorgio Dellagiovanna |
|    | Italia (bandiera) | D     | Roberto Dorini        |
|    | Italia (bandiera) | C     | Piero Fagnani         |
|    | Italia (bandiera) | D     | Gianbattista Ferrerio |
|    | Italia (bandiera) | A     | Giorgio Girol         |

| N. |                   | Ruolo | Calciatore         |
| -- | ----------------- | ----- | ------------------ |
|    | Italia (bandiera) | A     | Lino Grassi        |
|    | Italia (bandiera) | A     | Giuseppe Mazzoleri |
|    | Italia (bandiera) | C     | Marco Monti        |
|    | Italia (bandiera) | C     | Giampietro Pozzoli |
|    | Italia (bandiera) | C     | Danilo Regonesi    |
|    | Italia (bandiera) | D     | Luciano Rizzi      |
|    | Italia (bandiera) | D     | Roberto Santi      |
|    | Italia (bandiera) | P     | Carlo Spreafico    |
|    | Italia (bandiera) | A     | Augusto Vanazzi    |